# Paramesochaeta fuscicostalis
Paramesochaeta fuscicostalis là một loài ruồi trong họ Tachinidae.